# Bahnhof Ruwer (DB)
Bahnhof Ruwer (DB) ist ein ehemaliger Bahnhof der Deutschen Bundesbahn an der stillgelegten Ruwertalbahn, die in den Hochwald nach Hermeskeil führte. Der Bahnhof in Trier-Ruwer wurde 1889 eröffnet, bis 1981 gab es Personenverkehr. Der Güterverkehr wurde bis 1998 aufrechterhalten. 

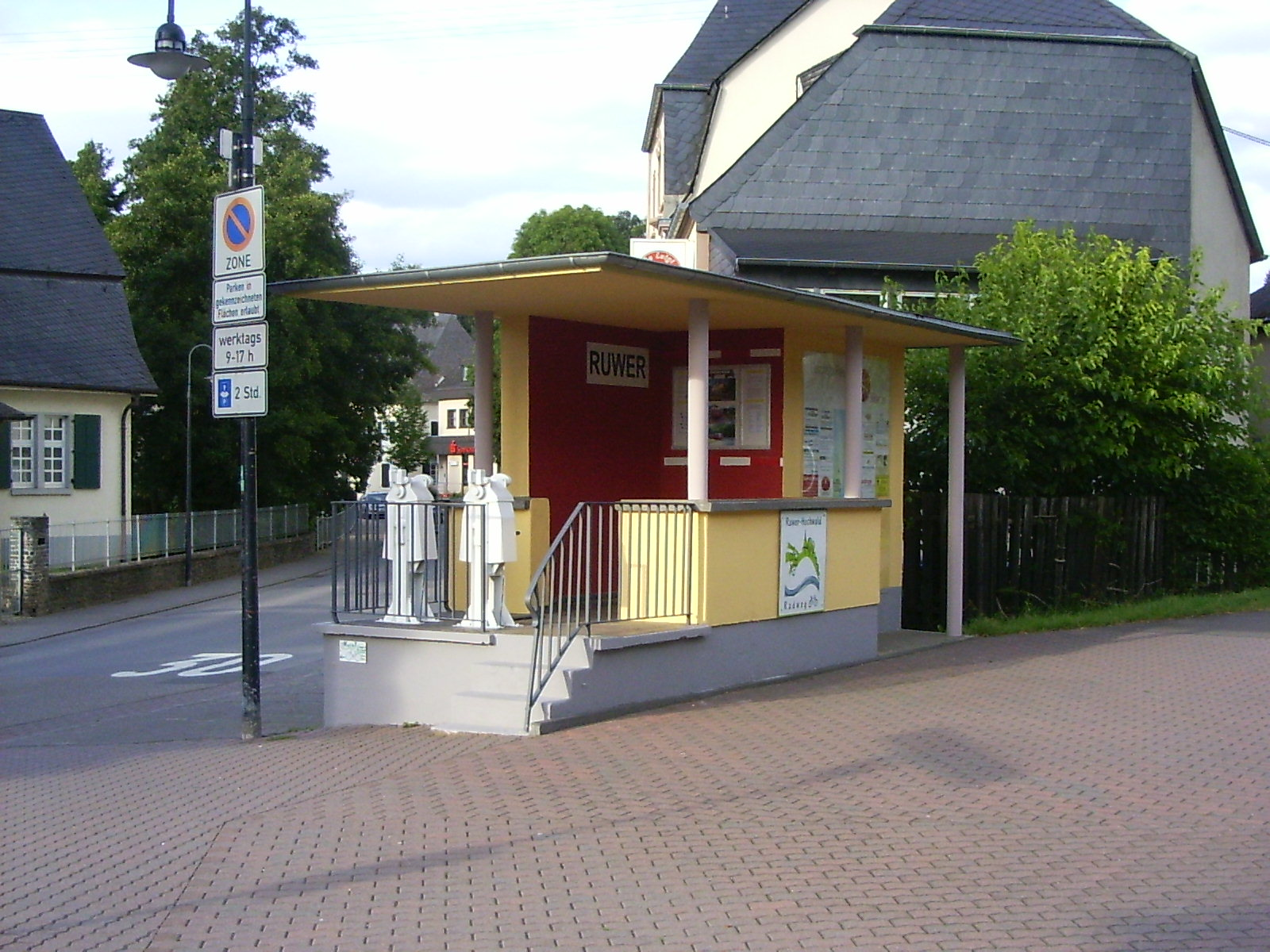
Ehemaliger Schrankenposten

Nördlich zur Mosel hin und westlich der Ortschaft Ruwer lag der Bahnhof Ruwer West
(Lage)
der privaten Moselbahn, der von 1903 bis 1968 Personenverkehr aufwies, danach endete dort das Gleis, das in Richtung Trier noch im Güterverkehr bedient wurde. Der Güterbahnhof Ruwer West
(Lage)
lag südwestlich des Kleinbahnhofes.
Zwischen den Gleisen der beiden Bahnhöfe lagen zwei Übergabegleise für den Austausch von Wagen. Das war von Bedeutung, da es in Trier keine Übergabemöglichkeit zwischen Staatsbahn und Moselbahn gab.
Das Gelände des ehemaligen Bahnhofs Ruwer DB liegt an der Ruwerer Straße sowie an der Kreuzung der Landesstraßen 145 und 149.
Seit 2006 ist der ehemalige Bahnhof Ruwer Start- oder Zielpunkt des Ruwer-Hochwald-Radweges, der in Ruwer Anschluss an den Mosel-Radweg hat.